# Удар в спину (фильм, 1977)
«Удар в спину» (азерб. Arxadan vurulan zərbə) — художественный фильм советского режиссёра Арифа Бабаева.

## Сюжет
Повествует о раскрытии убийства в маленьком городке молодым следователем.

## В ролях
- Шахмар Алекперов — Гюндуз
- Адиль Искендеров — Дадашлы (дублировал Яков Беленький)
- Юсиф Велиев — Фаттах
- Гамлет Хани-Заде — Имаш
- Амалия Панахова — Зиба
- Акиф Магеррамов — Фазиль
- Расим Балаев — Джаби
- Гасан Мамедов — Камерли
- Рафик Азимов — Гусейнов
- Алескер Ибрагимов — Джаббаров
- Анвар Гасанов — Октай
- Динара Юсифова — Сафура (озвучивала Елена Чухрай)

## Съёмочная группа
- Автор сценария: Эльчин
- Режиссёр-постановщик: Ариф Бабаев
- Оператор-постановщик: Валерий Керимов
- Художник-постановщик: Эльбей Рзакулиев
- Композитор: Хайям Мирзазаде